# HB Dudelange
L'Handball Dudelange è una squadra di pallamano maschile lussemburghese con sede a Dudelange.

## Palmarès

### Titoli nazionali
- Campionati lussemburghese: 22
1961-62, 1963-64, 1964-65, 1965-66, 1966-67, 1967-68, 1968-69, 1969-70, 1970-71, 1971-72
1972-73, 1975-76, 1976-77, 1979-80, 1980-81, 1983-84, 1985-86, 1985-86, 1991-92, 2007-08
2008-09, 2011-12.